# Andrés Gandarias
Andrés Gandarias Albizu (Ibárruri (Biscaia, Espanha), 24 de abril de 1943-Durango, 27 de maio de 2018) foi um ciclista espanhol, profissional entre 1967 e 1978.
Obteve um total de quatro vitórias, entre as que destaca seu triunfo de etapa no Giro d'Italia de 1976 e um quinto posto no Tour de France de 1969.
Faleceu a 27 de maio de 2018, vítima de uma longa doença.

## Palmarés
| - 1968 - 3.º no Campeão da Espanha por regiões contrarrelógio (com Biscaia) - 1969 - 3.º no Campeão da Espanha por regiões contrarrelógio (com Biscaia) - 1971 - Subcampeão da Espanha de ciclismo em estrada - 1974 - 3.º no Campeão da Espanha por regiões contrarrelógio (com Biscaia) | - 1975 - Volta à Cantábria, mais 1 etapa - 1 etapa da Volta ao País Basco - 3.º no Campeão da Espanha por regiões contrarrelógio (com Biscaia) - 1976 - 1 etapa do Giro d'Italia |

## Resultados em Grandes Voltas e Campeonato do Mundo
Durante a sua carreira desportiva tem conseguido os seguintes postos nas Grandes Voltas e nos Campeonatos do Mundo em estrada:
| Corrida            | 1967 | 1968 | 1969 | 1970 | 1971 | 1972 | 1973 | 1974 | 1975 | 1976 | 1977 | 1978 |
| ------------------ | ---- | ---- | ---- | ---- | ---- | ---- | ---- | ---- | ---- | ---- | ---- | ---- |
| Giro d'Italia      | -    | -    | -    | -    | 31.º | -    | -    | -    | -    | 52.º | -    | -    |
| Tour de France     | -    | 9.º  | 5.º  | 20.º | Ab.  | -    | Ab.  | -    | -    | -    | 44.º | -    |
| Volta a Espanha    | -    | 19.º | Ab.  | 15.º | -    | -    | -    | -    | 27.º | 37.º | 32.º | 16.º |
| Mundial em Estrada | -    | -    | -    | 49.º | -    | -    | -    | -    | -    | -    | -    | -    |

-: Não participa

Ab.: Abandono

## Equipas
- KAS (1967-1971)
- Werner (1972)
- De Kova (1973)
- A Caseira (1974)
- Monteverde (1975)
- Teka (1976-1977)
- Novostil-Helios (1978)